# پیر شدن (ترانه)
«پیر شدن» (انگلیسی: Getting Older) ترانه‌ای از خواننده و ترانه‌پرداز آمریکایی، بیلی آیلیش و نخستین قطعهٔ دومین آلبوم استودیویی او به نام خوشحال‌تر از همیشه (۲۰۲۱) است. ترانه‌سرایی آن توسط بیلی آیلیش و برادرش فینیس اوکانل انجام شده و تهیه‌کنندگی ترانه بر عهدهٔ برادرش بوده است.

## جدول‌های موسیقی
| جدول (۲۰۲۱)                                         | بالاترین جایگاه |
| --------------------------------------------------- | --------------- |
| استرالیا (ای‌آرآی‌ای)                                 | ۳۵              |
| اتریش (او۳ تاپ ۴۰ اتریش)                            | ۴۳              |
| کانادا (۱۰۰ تک‌آهنگ داغ کانادا)                      | ۴۱              |
| جمهوری چک (۱۰۰ تک‌آهنگ دیجیتال برتر)                 | ۸۵              |
| فرانسه (اس‌ان‌ئی‌پی)                                   | ۱۱۰             |
| ۲۰۰ آهنگ جهانی (بیلبورد)                            | ۳۵              |
| یونان بین‌المللی (آی‌اف‌پی‌آی)                          | ۶۸              |
| ایرلند (ایرما)                                      | ۲۳              |
| لیتوانی (آگاتا)                                     | ۴۱              |
| هلند (۱۰۰ تک‌آهنگ برتر)                              | ۶۰              |
| نیوزیلند (ریکوردد میوزیک ان‌زد)                      | ۳۲              |
| پرتغال (ای‌اف‌پی)                                     | ۴۲              |
| اسلواکی (۱۰۰ تک‌آهنگ برتر دیجیتال)                   | ۶۱              |
| سوئد (فهرست برترین‌های سوئد)                         | ۶۴              |
| سوئیس (شوایزر هیت‌پاراد)                             | ۳۹              |
| تک‌آهنگ‌های بریتانیا (اوسی‌سی)                         | ۲۸              |
| بیلبورد هات ۱۰۰ ایالات متحده                        | ۶۹              |
| ترانه‌های داغ راک و آلترناتیو ایالات متحده (بیلبورد) | ۱۰              |

| جدول (۲۰۲۱)                                         | جایگاه |
| --------------------------------------------------- | ------ |
| ترانه‌های داغ راک و آلترناتیو ایالات متحده (بیلبورد) | ۸۲     |

## گواهی‌نامه‌ها
| منطقه                                   | گواهی  | واحد گواهی‌شده/فروش |
| --------------------------------------- | ------ | ------------------ |
| استرالیا (آی‌اف‌پی‌آی استرالیا)            | طلا    | ۳۵٬۰۰۰             |
| برزیل (پرو موزیکا برزیل)                | پلاتین | ۴۰٬۰۰۰             |
| بریتانیا (بی‌پی‌آی)                       | نقره   | ۲۰۰٬۰۰۰            |
| رقم فروش+پخش جاری تنها بر پایهٔ گواهی‌ها. |        |                    |